# Tharra villosa
Tharra villosa är en insektsart som beskrevs av Nielson 1975. Tharra villosa ingår i släktet Tharra och familjen dvärgstritar. Inga underarter finns listade i Catalogue of Life.